# Le Partage de la tunique du Christ
Le Partage de la tunique du Christ (El expolio en espagnol) est un tableau du Greco, peintre espagnol maniériste d’origine grecque, exécuté entre 1581 et 1586. Conservé au musée des Beaux-Arts de Lyon, qui l’a acquis en 1886, il fait partie d’une série de copies autographes ou d’atelier de la première version de El expolio, célèbre tableau réalisé par le Greco entre 1577 et 1579 pour la cathédrale de Tolède et qui marque le début de son séjour espagnol.

## Genèse de l'œuvre

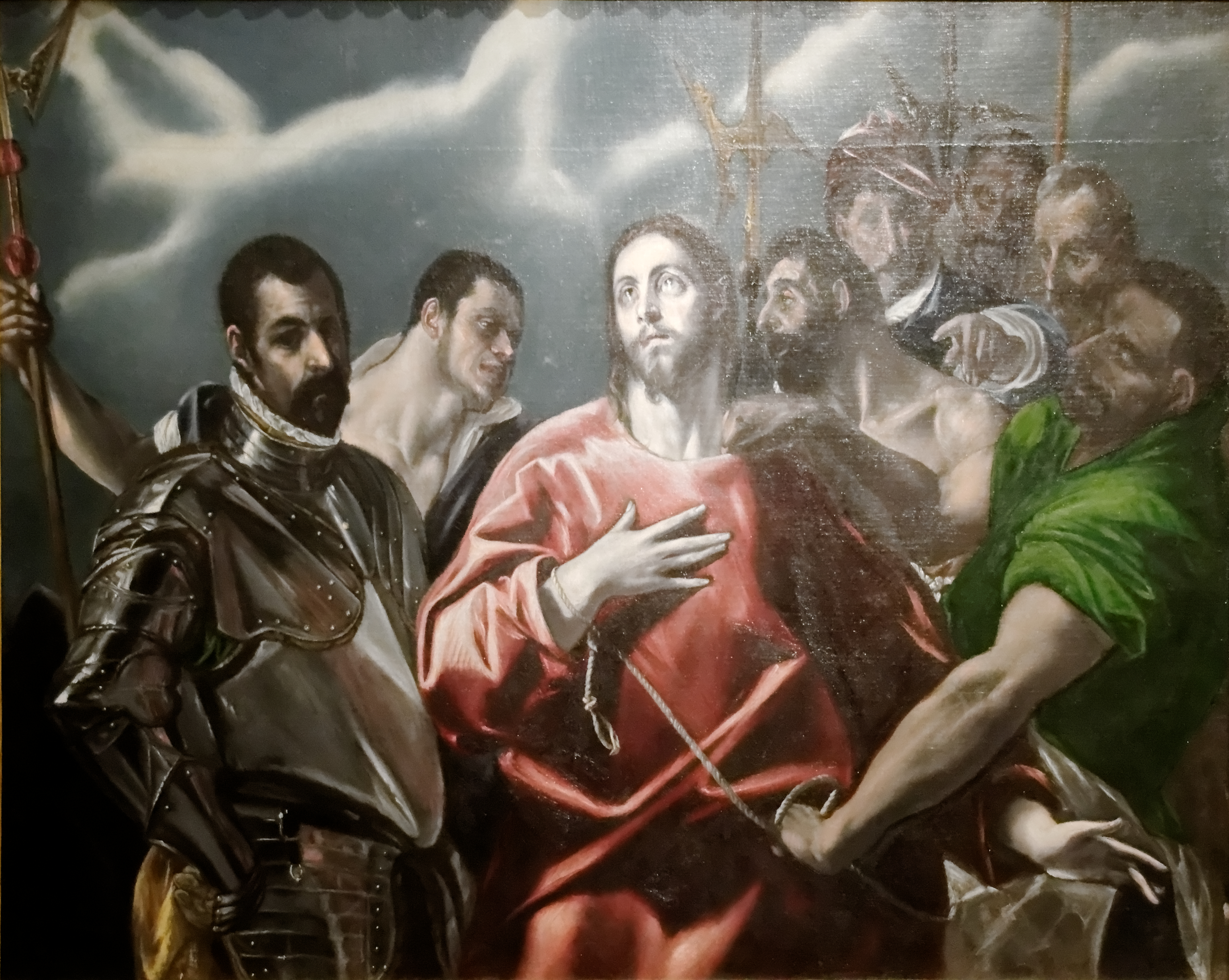
Le partage de la tunique du Christ (c.1580-1600). École de Domínikos Theotokópoulos, musée des Beaux-Arts de Budapest.

Le Greco a peint un grand nombre de répliques de El expolio, certaines étant de sa main, d’autres de son atelier. Celle de Lyon est retenue comme autographe par plusieurs spécialistes comme Cossio, Mayer, Camon Aznar et Söhner, mais Mayer la considère pour sa part comme une œuvre d’atelier, comme il le fait pour la plupart des autres versions connues de El expolio.
Si Le Greco et son atelier ont réalisé des copies exactes de El expolio, en utilisant seulement un format plus petit, celle de Lyon, comme beaucoup d’autres, n’en est qu’une réplique partielle : alors que le tableau de Tolède est composé dans le sens de la hauteur, cinq des répliques exécutées par le Greco, dont celle de Lyon, ne retiennent que la partie haute de l’œuvre originale et adoptent donc un format horizontal, bien plus petit.
La peinture de Tolède, destinée à orner le maître autel de la sacristie de la cathédrale, a été peinte dans un format monumental puisqu’elle mesure 258 × 173 cm. La plus grande des répliques horizontales de l’œuvre, conservée à Bilbao, ne mesure, quant à elle, que 136 × 162 cm. Celle de Lyon est la plus petite de la série, ne mesurant que 47 cm sur 58 cm. 
L’œuvre originale, El expolio (le plus souvent appelée en français Le Partage de la tunique du Christ), est l’une des plus célèbres du Greco, qui commença à y travailler en 1577, soit deux ans à peine après son arrivée en Espagne. Achevée deux ans plus tard, c’est d’ailleurs cette peinture qui le consacre comme peintre d’importance dans le pays, apprécié par les élites. Mais malgré l’admiration qu’elle suscita par la qualité de son exécution et le dynamisme de sa composition, la toile ne fut payée que 227 ducats au lieu des 800 que réclamait le Greco, probablement parce qu’il avait représenté dans la partie inférieure du tableau les trois Marie (Marie-Madeleine, Marie Salomé et Marie Jacobé) dont il n’est pourtant pas question dans le récit de cet épisode que livrent les évangiles. Selon le clergé de Tolède, la vérité historique n’était donc pas respectée. C’est sûrement cela qui explique le fait que plusieurs des répliques de El expolio, dont celle de Lyon, ne retiennent que la partie supérieure du tableau, omettant ainsi les trois Marie.

## Description et analyse

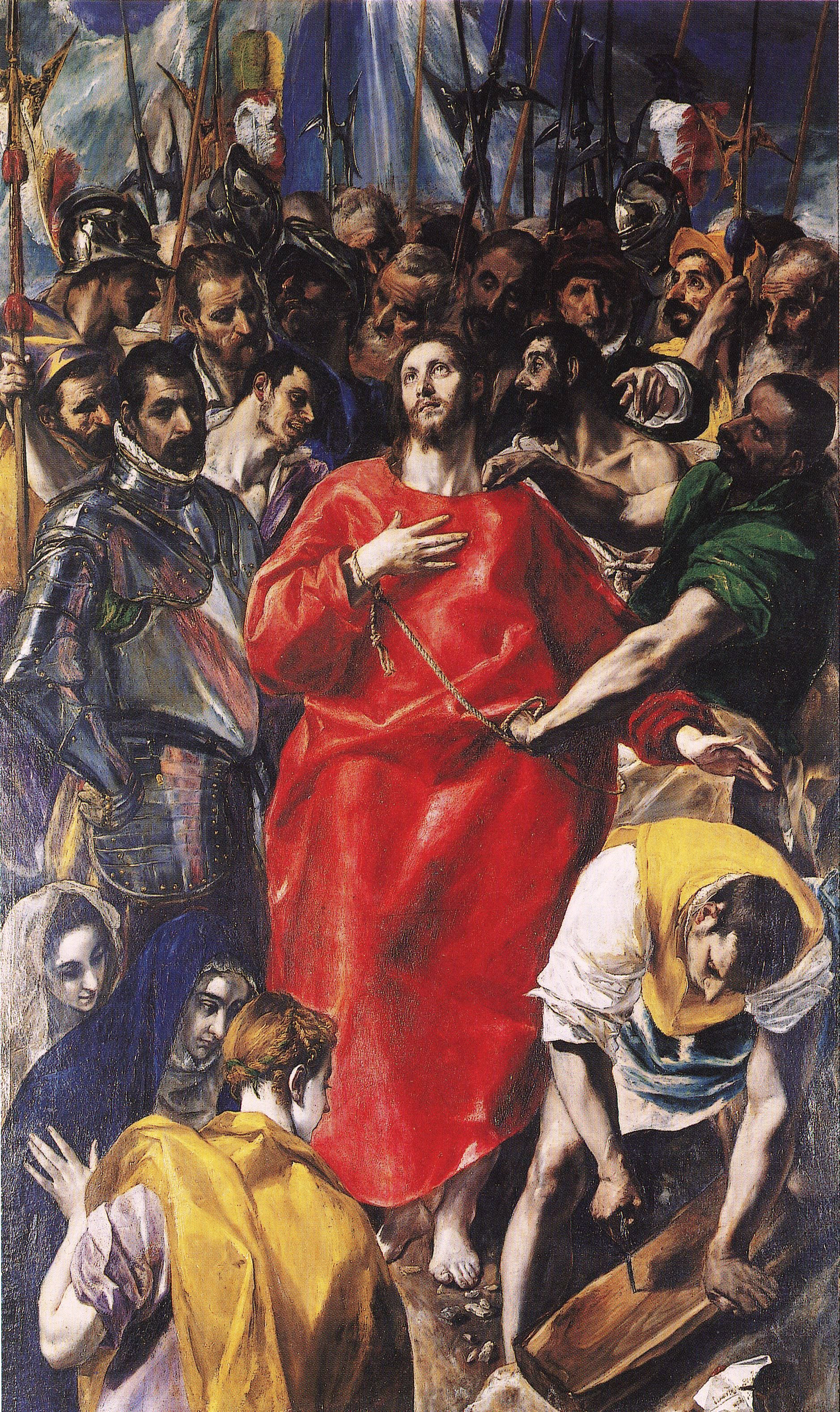
Le Partage de la tunique du Christ (El expolio), Le Greco, 1577-1579, huile sur toile,, cathédrale de Tolède.

Mais la différence entre les deux œuvres, l’original et la copie lyonnaise, ne s’arrête pas là, même si la scène et une partie des personnages représentés sont les mêmes, étant donné qu’il s’agit d’une réplique. Les deux peintures représentent le moment où le Christ arrive au sommet du Golgotha, après son chemin de croix, escorté par des soldats romains portant casques et armures des armées du roi d’Espagne Philippe II. Dans la version originale de Tolède, le Christ en pied, au centre de la composition, revêt la chlamyde écarlate (manteau de soldat romain) dont on l’avait couvert par dérision alors que, derrière lui, une foule se presse, brandissant des hallebardes. Le ciel sur lequel se détache la masse des personnages est particulièrement dramatique, avec ses nuages en forme de flammes. En contrebas, à gauche, les trois Marie contemplent la scène avec effroi. À Tolède, tout le tableau est construit autour de la figure centrale et longiligne du Christ, notamment de sa robe d’un vermillon éclatant, qui est la source de lumière de la composition, et est en fort contraste avec l'habit vert vif de l'homme à sa gauche. Les tons jaunes des personnages de la partie inférieure du tableau ainsi que le bleu profond du ciel renforcent encore l’impression que l’architecture du tableau s’organise autour de la couleur. 
Dans le tableau du musée de Lyon, la composition change radicalement à cause de la surface réduite de moitié dans le sens de la hauteur : ce n’est plus la couleur qui a le rôle central, cette couleur pure, réminiscente de la tradition byzantine dans laquelle Greco avait été formé en Crète, ce qui témoigne de l’évolution rapide de son style dans les trois ou quatre années qui séparent les deux œuvres. La couleur tient désormais une position secondaire par rapport à la lumière, le tableau s’organisant selon un fort clair-obscur. Greco utilise un modelé pour peindre les surfaces : la robe du Christ n’est plus une étendue de couleur pure, elle est modulée, dessinée par des plis fortement marqués, qui créent des zones d’ombres. Les personnages autour du Christ sont également modelés selon un clair-obscur : on remarque des reflets sur les armes ainsi que l’éclat de l'armure qui brille dans l’ombre. Les vifs contrastes de couleurs de la peinture de Tolède ont été estompés par le peintre : le vert vif de l’habit du personnage de droite qui bride la main du Christ avec une corde, a lui aussi été cassé et modelé par des zones d’ombres ainsi que par des touches de jaune. Un homme en jaune, une vrille à la main, taraude l'extrémité d'un madrier, creusant l'emplacement du clou. Le ciel ne contraste plus par sa couleur avec la masse des personnages mais les noient au contraire. 

Dans cette composition plutôt sombre, l’accent est en fait mis sur le visage du Christ, qui constitue le point central du tableau et sur lequel le regard se porte : c’est la lumière émanant de son visage qui paraît illuminer la scène et fait briller les armes et les armures.
Le tableau a été légué au musée des Beaux-Arts de Lyon en 1886 par Alfred Bellet du Poisat.